# 萊昂峰

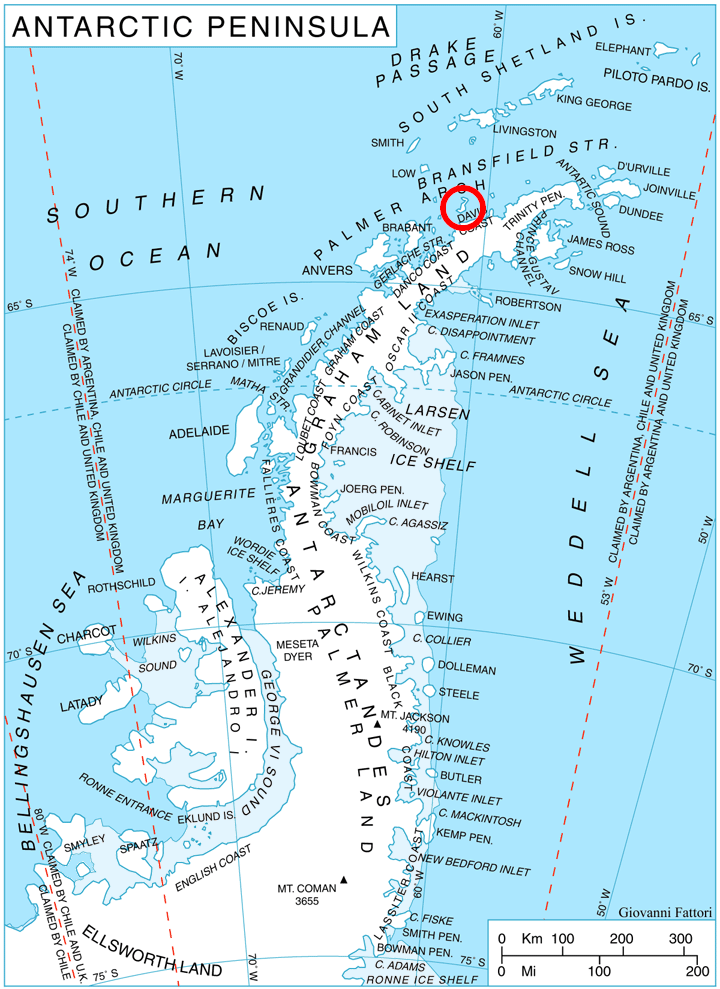

萊昂峰（英語：Lyon Peak）是南極洲的山峰，位於帕默群島的特里尼蒂島西岸，處於米爾本灣以南，海拔高度約1,000米，由英國探險隊拍攝和繪入地圖，現時由南極條約體系管理。